# Claudia Benthien
Claudia Benthien (* 1965) ist eine deutsche Germanistin und Kulturwissenschaftlerin.

## Leben
Claudia Benthien hat von 1991 bis 1993 an der Universität Hamburg Germanistik mit dem Schwerpunkt Theater und Medien, Amerikanistik, Anglistik und Kunstgeschichte studiert und im Anschluss an der Washington University in St. Louis Germanistik und Komparatistik. Ihren Abschluss als M.A. erhielt sie 1994 mit der Arbeit Meiner Augen Sehnsucht. Blick, Blendung und Begehren in Hans Henny Jahnns Tragödie „Medea“.
Von 1994 bis 1997 folgte ein von der Studienstiftung des deutschen Volkes gefördertes Promotionsstudium am Institut für Deutsche Literatur und am Kulturwissenschaftlichen Seminar der Humboldt-Universität zu Berlin. Im Mai 1998 wurde Claudia Benthien mit der Dissertation Im Leibe wohnen. Zur literarischen Imagologie und historischen Anthropologie der Haut promoviert (veröffentlicht unter dem Titel Haut. Literaturgeschichte – Körperbilder – Grenzdiskurse in Rowohlts Enzyklopädie). Von 1998 bis 2000 war sie als Post-Doktorandin am DFG-Graduiertenkolleg Körper-Inszenierungen am Institut für Theaterwissenschaft der Freien Universität Berlin und von 2000 bis 2005 als Wissenschaftliche Assistentin am Institut für deutsche Literatur der Humboldt-Universität tätig.
Zugleich forschte Claudia Benthien in den Jahren von 2001 bis 2003 für ihre Habilitation in der Herzog August Bibliothek in Wolfenbüttel, am Warburg Institute in London und an der Maison des Sciences de l’Homme in Paris. Im Juli 2004 habilitierte sich Benthien an der Philosophischen Fakultät II der Berliner Humboldt-Universität mit der Schrift Barockes Schweigen. Rhetorik und Performativität des Sprachlosen im 17. Jahrhundert.
Nach einer Gastprofessur an der Emory University in Atlanta (Georgia) im Frühjahr 2005 übernahm Benthien zum Wintersemester 2005/2006 die W3-Professur für Neuere deutsche Literatur an der Universität Hamburg mit dem Schwerpunkt Gender-Forschung im Rahmen kulturwissenschaftlicher Ansätze in der Literaturwissenschaft.
Im Sommersemester 2006 war sie im Rahmen des Forschungsschwerpunkts Kulturen des Blicks Senior Fellow am Internationalen Forschungszentrum Kulturwissenschaften in Wien. Gastprofessuren erfolgten 2008 an der University of California, Berkeley, 2014 an der University of Washington, Seattle sowie 2019 an der Rutgers University, New Brunswick. 2014 war sie DAAD-Fellow am Deutschen Haus der New York University und 2021 gemeinsam mit Norbert Gestring Fellow an der DFG-Kolleg-Forschungsgruppe ‚Russischsprachige Lyrik in Transition: Poetische Formen des Umgangs mit Grenzen der Gattung, Sprache, Kultur und Gesellschaft zwischen Europa, Asien und Amerika‘ an der Universität Trier.
2014–2018 leitete sie an der Universität Hamburg das von der Deutschen Forschungsgemeinschaft geförderte Projekt Literarizität in der Medienkunst.
Von 2015 bis 2017 war sie Leiterin des Teilprojekts Performing Poetry. Mediale Übersetzungen und situationale Rahmungen zeitgenössischer Lyrik, angesiedelt im kooperativen Forschungsverbund ‚Übersetzen und Rahmen‘. Praktiken medialer Transformationen‘ (gefördert durch die Landesforschungsinitiative Hamburg) sowie dessen Stellvertretende Sprecherin.
Zeitgleich war sie Principal Investigator des Graduiertenkollegs Vergegenwärtigungen. Repräsentationen der Shoah in komparatistischer Perspektive, gefördert ebenfalls durch die Landesforschungsinitiative Hamburg.
Darauf folgte das gemeinsam mit Victoria von Flemming (Hochschule für Bildende Künste, Braunschweig) geleitete Projekt Vanitas in den Künsten der Gegenwart, gefördert durch die Fritz Thyssen Stiftung (2019–2022).
2020 erhielt sie einen Advanced Grant des Europäischen Forschungsrats (ERC) und leitet 2021–2025 das interdisziplinäre Forschungsprojekt Poetry in the Digital Age an der Universität Hamburg. Seit 2023 ist sie Herausgeberin der gleichnamigen Buchreihe im De Gruyter-Verlag.
Gemeinsam mit Ethel Matala de Mazza und Uwe Wirth ist sie überdies Reihen-Herausgeberin der Handbücher zur kulturwissenschaftlichen Philologie (HKP), die seit 2014 im De Gruyter-Verlag erscheinen.

## Auszeichnungen
- 1999: Tiburtius-Preis des Landes Berlin für die Dissertation
- 2001 Nord LB/Warburg-Wolfenbüttel Research Fellowship
- 2020 ERC Advanced Grant

## Veröffentlichungen

### Monografien
- Im Leibe wohnen. Literarische Imagologie und Historische Anthropologie der Haut. Berlin Verlag, Berlin 1998
- Haut. Literaturgeschichte – Körperbilder – Grenzdiskurse. Rowohlt, Reinbek bei Hamburg 1999
  - Englische Ausgabe: Skin. On the Cultural Border between Self and the World. Übersetzt von Thomas Dunlap. Columbia University Press, New York 2002
- Barockes Schweigen. Rhetorik und Performativität des Sprachlosen im 17. Jahrhundert. Habilitation. Fink, München 2006
- Tribunal der Blicke. Kulturtheorien von Scham und Schuld und die Tragödie um 1800. Böhlau, Köln/Weimar/Wien 2011
- mit Jordis Lau und Maraike M. Marxsen: The Literariness of Media Art. New York und London: Routledge, 2019. https://doi.org/10.4324/9781315107981
- mit Norbert Gestring: Public Poetry. Lyrik im urbanen Raum. Berlin und Boston: De Gruyter, 2023. https://doi.org/10.1515/9783110784701

### Herausgeberschaft
- Über Grenzen. Limitation und Transgression in Literatur und Ästhetik. Gemeinsam mit Irmela Marei Krüger-Fürhoff. Metzler, Stuttgart 1999.
- Emotionalität. Zur Geschichte der Gefühle. Gemeinsam mit Anne Fleig, Ingrid Kasten. Böhlau, Köln/Weimar/Wien 2000
- Körperteile. Eine kulturelle Anatomie. Gemeinsam mit Christoph Wulf. Rowohlt, Reinbek bei Hamburg 2001
- Germanistik als Kulturwissenschaft. Eine Einführung in neue Theoriekonzepte. Gemeinsam mit Hans Rudolf Velten. Rowohlt, Reinbek bei Hamburg 2002
- Männlichkeit als Maskerade. Kulturelle Inszenierungen vom Mittelalter bis zur Gegenwart. Gemeinsam mit Inge Stephan. Böhlau, Köln/Weimar/Wien 2003
- Europadiskurse in der deutschen Literatur und Literaturwissenschaft. Gemeinsam mit Paul Michael Lützeler, Anne-Marie Saint-Gille. Akten des XI. Internationalen Germanistenkongresses, Paris 2005: ‚Germanistik im Konflikt der Kulturen’. Hrsg. von Jean-Marie Valentin. Bd. 12. Lang, Bern u. a. 2007, S. 13–185.
- Meisterwerke. Deutschsprachige Autorinnen im 20. Jahrhundert. Gemeinsam mit Inge Stephan. Böhlau, Köln/Weimar/Wien 2005
- Die Kunst der Aufrichtigkeit im 17. Jahrhundert. Gemeinsam mit Steffen Martus. Niemeyer, Tübingen 2006
- Tabu. Interkulturalität und Gender. Gemeinsam mit Ortrud Gutjahr. Fink, München 2008
- Paradies. Topografien der Sehnsucht. Gemeinsam mit Manuela Gerlof. Böhlau, Köln/Weimar/Wien 2010
- Freud und die Antike. Gemeinsam mit Hartmut Böhme, Inge Stephan. Wallstein, Göttingen 2011
- Frühe Neuzeit – Späte Neuzeit. Phänomene der Wiederkehr in Literaturen und Künsten ab 1970. Gemeinsam mit dem Nordverbund Germanistik. Lang, Bern u. a. 2011.
- Schnee von Gestern. Methodische und theoretische Perspektiven historischer ,Wiederkehr‘ am Beispiel von Durs Grünbeins Descartes-Gedicht, begleitet von bisher unveröffentlichten Texten Durs Grünbeins Gemeinsam mit Steffen Martus. Zeitschrift für Germanistik, Heft 24.2 (2011), S. 240–336.
- Handbuch Literatur & Visuelle Kultur. Gemeinsam mit Brigitte Weingart. Berlin und Boston: De Gruyter, 2014
- ‚Impure Languages‘. Linguistic and Literary Hybridity in Contemporary Cultures. Gemeinsam mit Rama Kant Agnihotri und Tatiana Oranskaia. New Delhi: Orient BlackSwan, 2015
- Übersetzen und Rahmen. Praktiken medialer Transformationen. Gemeinsam mit Gabriele Klein. Paderborn: Fink, 2017
- Vanitas. Reflexionen über Vergänglichkeit in Literatur, bildender Kunst und theoretischen Diskursen der Gegenwart. Gemeinsam mit Victoria von Flemming. Paragrana. Internationale Zeitschrift für Historische Anthropologie, Heft 27.2 (2018), S. 1–316.
- Vanitas und Gesellschaft. Gemeinsam mit Antje Schmidt und Christian Wobbeler. Berlin und Boston: De Gruyter, 2021. https://doi.org/10.1515/9783110716016